# Carcelia pilosella
Carcelia pilosella là một loài ruồi trong họ Tachinidae.